# Aeroportul Municipal Kentland
Aeroportul Municipal Kentland (IATA: KKT, FAA LID: 50I) este un aeroport din Indiana, Statele Unite ale Americii ce deservește zona Kentland⁠(d). A fost numit după zona deservită.
Situat la o altitudine de 213 m, aeroportul dispune de 1 pistă.

## Infrastructură

### Piste
Aeroportul dispune de o singură pistă. Pista 09/27 are suprafața de asfalt și dimensiunile 4.004 picioare × 60 picioare. 